# Chuyến bay 433 của KLM Cityhopper
Chuyến bay 433 của KLM Cityhopper (WA433/KLC433) là một chiếc Saab 340B, số đăng ký là PH-KSH, đã bị rơi khi hạ cánh khẩn cấp vào ngày 4 tháng 4 năm 1994 và giết chết 3 người trong đó, bao gồm cả cơ trưởng. Chuyến bay 433 là một chuyến bay theo lịch trình thường lệ từ Amsterdam, Hà Lan, đến Cardiff, Xứ Wales. Vụ tai nạn xảy ra do phi công không được đào tạo đầy đủ và cảm biến bị lỗi, dẫn đến mất kiểm soát khi đang go-around.

## Tai nạn

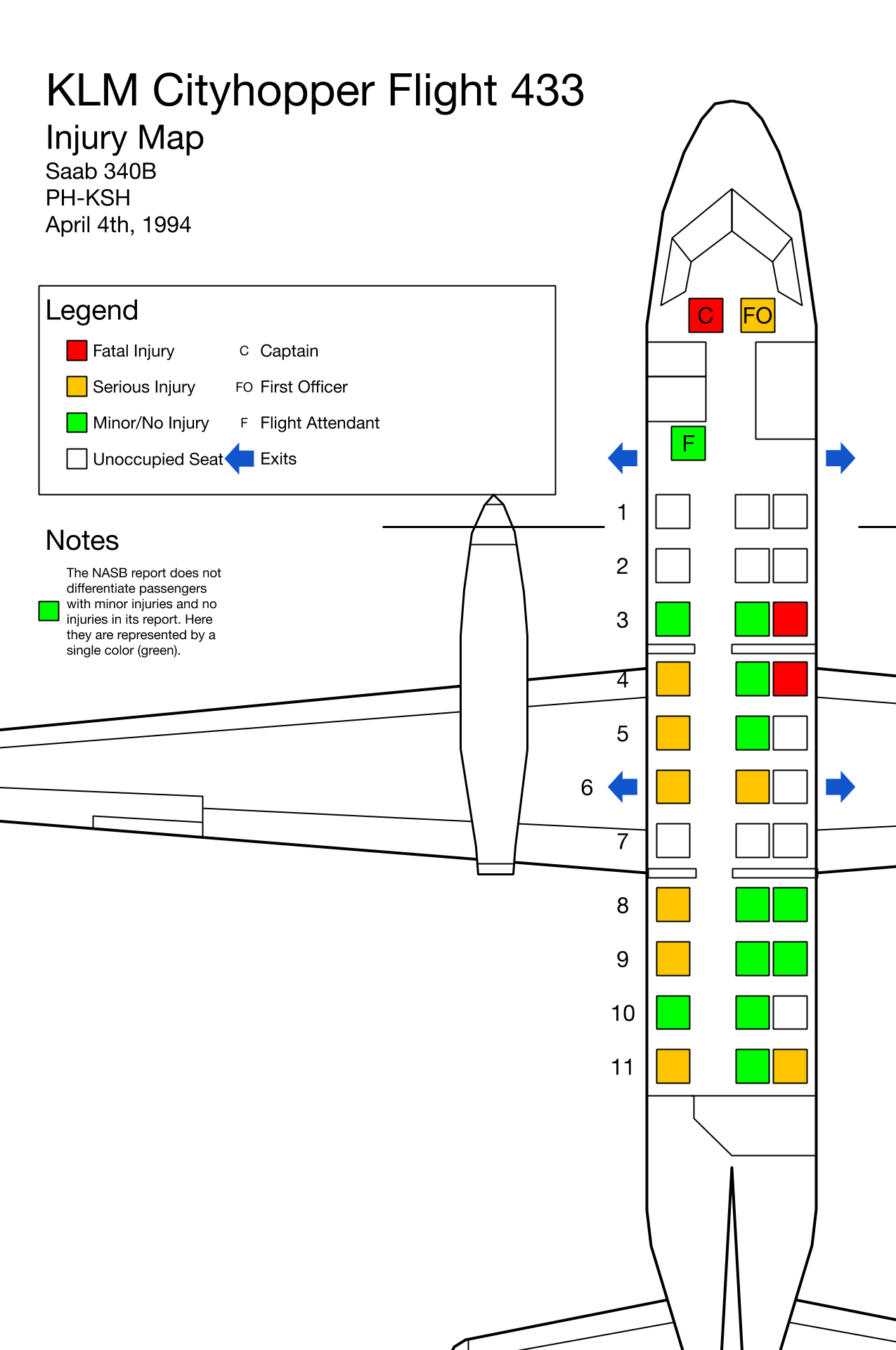
Biểu đồ chỗ ngồi của KLM Cityhopper 433 dựa trên báo cáo của NASB, tiết lộ vị trí của hành khách, mức độ nghiêm trọng của thương tích và tử vong

Máy bay cất cánh từ Đường băng 24 tại Sân bay Schiphol lúc 2:19 chiều giờ địa phương, với cơ trưởng là phi công điều khiển. Lúc 2:30, các phi công nhận được cảnh báo sai về áp suất dầu thấp trong động cơ bên phải do đoản mạch. Trong khi cơ phó tham khảo danh sách kiểm tra khẩn cấp, cơ trưởng đã đơn phương đặt công suất của động cơ bên phải ở chế độ không tải, có thể là để giảm nguy cơ hư hỏng. Tuy nhiên, đồng hồ đo áp suất dầu vẫn hiển thị trên 30 PSI, cho thấy áp suất dầu nằm trong giới hạn an toàn và cảnh báo là sai. Danh sách kiểm tra khuyến nghị tiếp tục các hoạt động bay bình thường trong các trường hợp.
Tuy nhiên, cơ trưởng đã không đưa động cơ về cài đặt bướm ga trước đó, khiến máy bay bay hiệu quả bằng một động cơ. Khi Saab tiếp cận mực bay 170 (17.000 feet), việc mất điện đã làm giảm hiệu suất leo dốc của máy bay. Phi hành đoàn đã hiểu sai điều này và giảm áp suất dầu từ động cơ bên phải đang chạy chậm lại để xác nhận rằng động cơ bị lỗi. Một cuộc gọi Pan-Pan được thực hiện lúc 2:33, yêu cầu quay trở lại Schiphol.
Cơ trưởng đã không lường trước được hậu quả của việc bay với một động cơ ở chế độ không tải và không thể ổn định đường tiếp cận cuối cùng vào Đường băng 06; tình hình trở nên trầm trọng hơn bởi một cơn gió giật 8 hải lý. Anh ta cũng ngắt chế độ lái tự động, trong khi cơ phó vô hiệu hóa phần bánh lái, cả hai phần này đều đang bù cho lực đẩy không đối xứng. Trong thời gian này, máy bay rơi xuống dưới đường trượt và tốc độ bay giảm xuống 115 hải lý / giờ, dưới tốc độ tiếp cận mục tiêu là 125 hải lý. Đáp lại, cơ trưởng đã tăng mô-men xoắn ở động cơ bên trái, khiến máy bay chuyển hướng sang bên phải đường băng. Phi hành đoàn đã không áp dụng thêm độ lệch bánh lái để điều chỉnh nó, thay vào đó dựa vào các cánh hoa thị.
Ở độ cao 45 feet, cơ trưởng quyết định thực hiện go-around và điều khiển hết ga cho động cơ bên trái, trong khi để động cơ bên phải ở chế độ không tải. Phi hành đoàn tiếp tục chỉ sử dụng các cánh hoa thị để chống lại sự mất cân bằng lực đẩy. Máy bay lăn sang bên phải và nâng độ cao lên, trong khi tốc độ bay giảm xuống 105 hải lý/giờ, kích hoạt cảnh báo chết máy. Một số độ lệch bánh lái đã được áp dụng sau đó và độ lệch hoàn toàn được áp dụng 8 giây sau đó, nhưng máy bay không thể phục hồi khi tốc độ bay giảm xuống 93 hải lý một giờ và bờ phải tăng lên 80 độ.
Lúc 2 giờ 46 phút, máy bay rơi xuống cánh đồng ngay bên ngoài sân bay, cách đường băng 560 m. Trong số 24 người trên máy bay, 3 người đã thiệt mạng - thuyền trưởng và 2 hành khách. Trong số 21 người sống sót, 9 người bị thương nặng, bao gồm cả cơ phó. Do mất trí nhớ do vụ va chạm, cơ phó không thể nhớ lại vụ tai nạn.

## Máy bay và phi hành đoàn

### Máy bay
Chiếc máy bay gặp nạn là chiếc Saab 340B, đăng ký PH-KSH, bay lần đầu vào năm 1990. Máy bay được trang bị hai động cơ tuốc bin trục General Electric CT7-9B và đã bay được 6.558 giờ vào thời điểm xảy ra tai nạn.

### Phi hành đoàn
Cơ trưởng, Gerrit Lievaart, 37 tuổi, đã làm việc cho KLM Cityhopper từ ngày 2 tháng 3 năm 1992. Anh ấy đã có tổng cộng 2.605 giờ bay, trong đó có 1.214 giờ trên chiếc Saab 340. Tuy nhiên, hồ sơ huấn luyện cho thấy anh ấy đã bị trượt bài kiểm tra bay với hai chiếc động cơ bị hỏng, và trong lần kiểm tra gần đây nhất của anh ấy đã được cho là "điểm trừ tiêu chuẩn", điểm đạt thấp nhất. Sĩ quan thứ nhất, Paul Stassen, 34 tuổi, đã làm việc cho KLM Cityhopper từ ngày 27 tháng 1 năm 1992. Anh ấy đã có tổng cộng 1.718 giờ bay, trong đó có 1.334 giờ trên chiếc Saab 340.

## Điều tra
Báo cáo cuối cùng từ Ban An toàn Hàng không Hà Lan cho thấy lỗi phi công, do sử dụng không đúng cách điều khiển ga chuyến bay trong khi go-around không bằng nhau, dẫn đến mất kiểm soát, là nguyên nhân chính của vụ tai nạn. Ngoài ra, báo cáo bao gồm các khuyến nghị hướng tới KLM, liên quan đến các yếu tố góp phần, giải quyết: cải thiện đào tạo về quản lý tài nguyên phi hành đoàn; cải tiến kỹ thuật đánh giá thí điểm; và cải thiện khả năng hướng dẫn khi bay với động cơ không tải. Ngoài ra, báo cáo cho thấy vụ tai nạn nhìn chung có thể sống sót, với cái chết của cơ trưởng là do không đeo dây an toàn ở vai.

## Trên truyền hình
Vụ tai nạn của Chuyến bay 433 của KLM Cityhopper đã được đưa tin vào năm 2019 trong "Fatal Approach", một tập Phần 19 của loạt phim tài liệu truyền hình Canada được hợp tác quốc tế Mayday.